# Pierre Gaveaux
Pierre Gaveaux (ur. 9 października 1760 w Béziers, zm. 5 lutego 1825 w Charenton-le-Pont) – francuski śpiewak (tenor), kompozytor i wydawca.

## Życiorys
Naukę śpiewu rozpoczął w rodzinnym Béziers, jako chłopiec był członkiem chóru przy miejscowej katedrze. Początkowo przygotowywał się do stanu duchownego i otrzymał wykształcenie w zakresie filozofii oraz języka łacińskiego, z czasem zdecydował się jednak poświęcić muzyce i wyjechał do Bordeaux. Pobierał lekcje kompozycji u Franza Becka. Od 1781 roku śpiewał jako tenor w Grand Théâtre de Bordeaux. W 1789 roku przeprowadził się do Paryża, gdzie został solistą Théâtre de Monsieur, a także podjął działalność jako kompozytor. Od 1793 roku wspólnie z bratem prowadził oficynę wydawniczą, w której wydawał także własne utwory. Od 1804 do 1812 roku był śpiewakiem w kapeli cesarskiej Napoleona. Po 1812 roku ze względu na objawy choroby umysłowej wycofał się z życia publicznego, w 1819 roku został umieszczony w zakładzie dla obłąkanych.
Był autorem 7 symfonii, 6 romansów, a także 35 oper, w tym m.in. Sophie et Moncars, ou L’intrigue portugaise (wyst. Paryż 1797) oraz Léonore, ou L’amour conjugal (wyst. Paryż 1798).